# Geestland
Geestland település Németországban, azon belül Alsó-Szászország tartományban. Lakosainak száma 31 713 fő (2023. december 31.). Geestland Wurster Nordseeküste és Wanna községekkel határos.

## Népesség
A település népességének változása:
| Lakosok száma | 31 040 | 30 873 | 30 847 | 31 304 | 31 507 | 31 713 |
|               | 2016   | 2017   | 2019   | 2021   | 2022   | 2023   |